# Referendum in Ghana 1960
Im Referendum in Ghana 1960 wurde der Bevölkerung Ghanas die erste Verfassung des seit 1957 unabhängigen Staates zur Abstimmung vorgelegt. Diese Verfassung sah die Einführung eines starken Präsidentenamtes vor. Beim Referendum wurde die Verfassung angenommen. Kwame Nkrumah wurde zum ersten Präsidenten Ghanas auf der Basis der Verfassung von 1960 gewählt.
Das Referendum wurde am 27. April 1960 abgehalten und endete mit:
| Abstimmverhalten | Stimmen   | %       |
| ---------------- | --------- | ------- |
| Ja               | 1.008.740 | 88,47 % |
| Nein             | 131.425   | 11,53 % |
| Quelle:          |           |         |